# Orkney Ferries

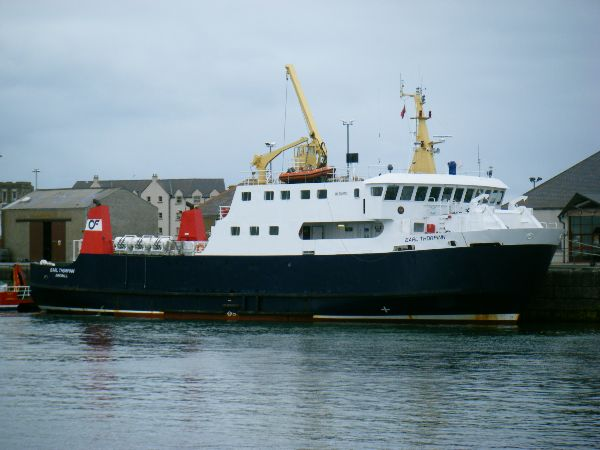
Earl Thorfinn à Kirkwall

Orkney Ferries est une société écossaise qui exploite des liaisons en ferry inter-îles dans les îles Orcades.

## Historique
La société appartient au Orkney Islands Council et a été créée en 1960 sous le nom de Orkney Islands Shipping Company.
En 1991, l'Orkney Islands Shipping Company a acquis une compagnie de ferry du secteur privé également appelée Orkney Ferries, qui avait été créée pour concurrencer les liaisons maritimes entre continent écossais et les îles Orkney. Le ferry de cette compagnie fut assimilé à la flotte inter-îles, et en 1995 la Orkney Islands Shipping Company adopta le nom d'Orkney Ferries. Malgré cette acquisition et ce changement de nom, l'actuel Orkney Ferries n'exploite pas de services vers et depuis le continent écossais, laissant cela à d'autres opérateurs tels que NorthLink Ferries et Pentland Ferries.

## Opérations

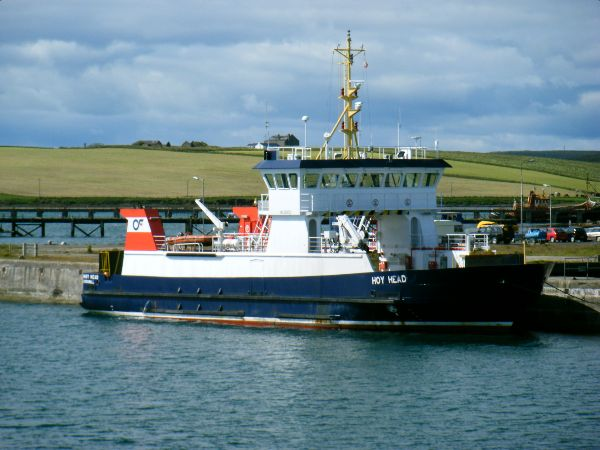
Hoy Head à Lyness

Orkney Ferries opère entre l'île principale (Mainland) et quatorze des plus petites îles. Les opérations comprennent:
- Le service des îles du Nord , reliant Kirkwall sur Mainland aux îles du nord d'Eday, Sanday, Stronsay, Westray, Papay et North Ronaldsay.
- Le service Shapinsay, reliant Kirkwall sur Mainland à l'île septentrionale de Shapinsay.
- Le service Rousay, Egilsay et Wyre, reliant Tingwall sur Mainland aux îles du nord de Rousay, Egilsay et Wyre.
- Le service des îles du Sud , reliant Houton sur Mainland aux îles du sud de Hoy, South Walls et Flotta.
- Le service Graemsay et North Hoy, reliant Stromness sur Mainland aux îles méridionales de Hoy et Graemsay.
- Le service Westray à Papa Westray, reliant les îles de Westray et Papay.

## Flotte

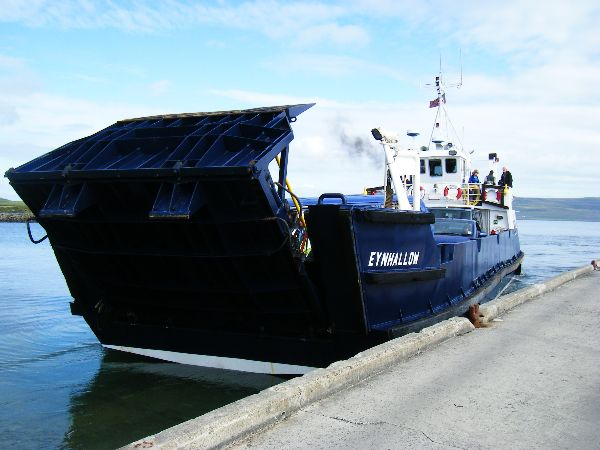
Eynhallow à Tingwall

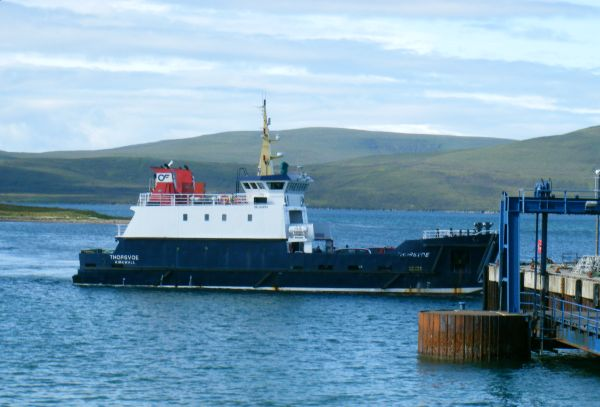
Thorsvoe à Houton

Orkney Ferries exploite une flotte de navires inter-îles, dont la plupart ont été spécialement construits pour le service dans les îles. La flotte comprend,:
- Les MV Earl Sigurd et Earl Thorfinn, tous deux construits par McTay Marine de Bromborough en 1990. Ces ferries transportent 190 passagers et 25 voitures et sont normalement utilisés sur le service des îles du Nord.
- MV Varagen, construit par Cochrane Shipbuilders de Selby en 1988 pour les premiers ferries des Orcades, et acquis avec la société en 1991. Ce ferry transporte 144 passagers et 32 voitures, et est normalement utilisé sur le service des îles du Nord.
- MV Shapinsay, construit par Yorkshire Drydock de Hull en 1989. Ce ferry transporte 91 passagers et 11 voitures, et est normalement utilisé sur le service Shapinsay.
- MV Thorsvoe, construit par Campbeltown Shipyard de Campbeltown en 1991. Ce ferry transporte 125 passagers et 16 voitures, et est utilisé à la fois sur les services de Shapinsay et des îles du Sud.
- MV Golden Mariana, construit par Bideford Shipyard de Bideford en 1973. Ce traversier à passagers transporte 40 passagers et est normalement utilisé sur le service Westray à Papa Westray.
- MV Graemsay, construit par Ailsa Shipbuilding Company de Troon en 1996. Ce ferry transporte 73 passagers et 1 voiture, et est normalement utilisé sur le service Graemsay et North Hoy.
- MV Eynhallow, construit par Abels Shipbuilders de Bristol en 1987. Ce ferry transporte 95 passagers et 11 voitures, et est normalement utilisé sur le service Rousay, Egilsay et Wyre.
- MV Hoy Head, construit par Appledore Shipbuilders of Appledore en 1994. Ce ferry transporte 125 passagers et 18 voitures, et est normalement utilisé sur le service des îles du Sud.
- MV Nordic Sea, construit en Norvège en 2012 et acquis par Orkney Ferries en 2020. Ce ferry est normalement utilisé à la fois sur les services Westray à Papa Westray et Graemsay et North Hoy.